# Vicente Blanco Sánchez
Vicente Blanco Sánchez, més conegut com a Tito (Benidorm, 15 de juliol de 1971) és un exfutbolista professional valencià, que ocupava la posició de migcampista.
Es va formar al planter del FC Barcelona, tot jugant amb el B la 93-94. Deixa l'entitat blaugrana per militar en un tot seguit d'equips de Segona Divisió: CD Toledo, Albacete Balompié i CF Extremadura. La segona meitat de la temporada 99/00 i al primera de la temporada 00/01 milita al CD Numancia, amb qui juga els seus únics partits a la màxima categoria. El 2001 remprén la seua carrera per la categoria d'argent: Real Jaén, Reial Múrcia CF i Llevant UE, amb qui baixa a Segona B. Tornaria a la Segona la temporada 08/09 amb l'Alacant CF. En total, el benidormer suma 364 partits i 28 gols entre Primera i Segona, si bé la seua aportació a la màxima categoria només aplega a sis partits amb el Numancia.
Un cop va penjar les botes, va esdevenir director esportiu de clubs com l'Alabès i l'Oviedo, fins a formar part de l'staff de la Reial Federació Espanyola de Futbol. Abans, havia format part de la candidatura de Víctor Font en les eleccions a la presidència del FC Barcelona de 2021.

## Equips
- 93/94 FC Barcelona B 33/2[a]
- 94/96 CD Toledo 36/5
- 96/99 Albacete Balompié 73/4
- 97/98 Terrassa FC (2aB)
- 99/00 Extremadura 20/4
- 99/01 Numancia 6/0
- 00/01 Real Jaén 20/2
- 01/03 Real Murcia 74/9
- 03/05 Llevant UE 44/2
- 05/09 Alacant CF 2aB i 28/0
- 09/10 CF La Nucia